# Mukaria bambusana
Mukaria bambusana är en insektsart som beskrevs av Li och Chen 1999. Mukaria bambusana ingår i släktet Mukaria och familjen dvärgstritar. Inga underarter finns listade i Catalogue of Life.